# Арагозавр
Арагоза́вр (лат. Aragosaurus) — род динозавров-зауроподов из клады Macronaria, живший во времена нижнемеловой эпохи (берриасский век). Единственные фрагменты скелета арагозавра были найдены в Арагоне (Испания) в 1987 году. Найденных останков было достаточно, чтобы установить связь между арагозавром и камаразавром.
Похожие останки были найдены в Португалии, США и Восточной Африке. Эти окаменелости помогли учёным сделать выводы о реальном движении земных плит миллионы лет назад. Зауроподы не могли переплыть океан, а это значит, что арагозавры и близкие к ним виды попали в новые места, где впоследствии были обнаружены, по суше. Этот факт находит своё подтверждение в теории единого материка — Пангеи. Этот материк разошёлся, образовав современную карту мира.
У арагозавра был небольшой череп и массивная шея средней длины. Большие зубы хорошо приспособлены для того, чтобы срывать листья с высоких деревьев. Арагозавр также имел массивный, но не очень толстый хвост, которым он мог защищаться. Модель арагозавра находится в одном из парков Испании. Она позволяет представить более точные размеры динозавра: рост — 8 метров, длина — 18 метров, масса — около 15 тонн.